# Supercoupe de France féminine de volley-ball 2022
Navigation
Chaumont 2021 Tours 2023
La Supercoupe de France féminine de volley-ball 2022 est la 6e édition de la Supercoupe de France et se dispute le 18 octobre 2022 au palais des sports Gilbert-Buttazzoni, à Mulhouse.
La rencontre oppose Volero Le Cannet, vainqueur du championnat de France 2021-2022, à son dauphin le Volley Mulhouse Alsace.

## Format
La compétition se dispute sur un match simple de 3 sets gagnants (set de 25 points, 2 points d’écart, tie-break en 15 points).

## Diffuseur
Les médias du groupe Altice retransmettent la compétition pour la première fois via la chaîne Twitch de RMC Sport et en simultané sur les canaux de BFM Régions.

## Composition des équipes
L'ensemble des joueuses mentionnées ci-dessous ont joué un minimum d'une minute.
| Volley Mulhouse Alsace                                                             | Volley Mulhouse Alsace                                                             | Volero Le Cannet                                                             | Volero Le Cannet        |
| ---------------------------------------------------------------------------------- | ---------------------------------------------------------------------------------- | ---------------------------------------------------------------------------- | ----------------------- |
| 1                                                                                  | Hélène Rousseaux                                                                   | 2                                                                            | Maeva Schalk            |
| 2                                                                                  | Christelle Nana Tchoudjang                                                         | 4                                                                            | Viktoriia Kobzar        |
| 3                                                                                  | Julie Oliveira Souza                                                               | 5                                                                            | Simin Wang (L)          |
| 4                                                                                  | Julia Casadei                                                                      | 7                                                                            | Anna Kotikova           |
| 9                                                                                  | Léa Soldner (L)                                                                    | 8                                                                            | Eva Yaneva              |
| 11                                                                                 | Ajla Paradžik (als)                                                                | 9                                                                            | Ruta Staniulyte         |
| 12                                                                                 | Anna Haak                                                                          | 11                                                                           | Elizaveta Kochurina     |
| 13                                                                                 | Milica Kostović (L)                                                                | 12                                                                           | Alina Popova            |
| 14                                                                                 | Victoria Mayer (es)                                                                | 13                                                                           | Vanja Savić             |
| 16                                                                                 | Léandra Olinga Andela                                                              | 14                                                                           | Chloé Mayer             |
| 17                                                                                 | Dana Schmit                                                                        | 17                                                                           | Tatiana Simanikhina (L) |
| Entraîneur : François Salvagni Adjoint : Christophe Magail Adjoint : Pablo Sanchez | Entraîneur : François Salvagni Adjoint : Christophe Magail Adjoint : Pablo Sanchez | 21                                                                           | Vita Akimova            |
| Entraîneur : François Salvagni Adjoint : Christophe Magail Adjoint : Pablo Sanchez | Entraîneur : François Salvagni Adjoint : Christophe Magail Adjoint : Pablo Sanchez | Entraîneur : Milan Gršić Adjoint : Danilo Pejović Adjoint : Kristian Knudsen |                         |

## Finale
Mulhouse remporte à domicile son troisième titre dans la compétition face aux championnes de France,. La meilleure marqueuse du match est Vita Akimova (Le Cannet) avec 21 points inscrits. La libéro de Mulhouse Léa Soldner est désignée meilleure joueuse.